# Gonista rotundata
Gonista rotundata är en insektsart som beskrevs av Boris Petrovich Uvarov 1933. Gonista rotundata ingår i släktet Gonista och familjen gräshoppor. Inga underarter finns listade i Catalogue of Life.